# Les Diablons
Les Diablons är en bergstopp i Schweiz.   Den ligger i distriktet Sierre och kantonen Valais, i den södra delen av landet, 90 km söder om huvudstaden Bern. Toppen på Les Diablons är 3 609 meter över havet, eller 389 meter över den omgivande terrängen. Bredden vid basen är 2,6 km.
Terrängen runt Les Diablons är huvudsakligen bergig, men åt nordost är den kuperad. Närmaste större samhälle är Zermatt, 14,7 km söder om Les Diablons. 
Trakten runt Les Diablons består i huvudsak av gräsmarker. Runt Les Diablons är det ganska glesbefolkat, med 27 invånare per kvadratkilometer.